# Zýkaite
La zýkaite (simbolo IMA: Zýk) è un minerale molto raro della classe dei "fosfati, arseniati e vanadati". La sua composizione chimica è Fe3+4(AsO4)3(SO4)(OH) • 15(H2O), e quindi è chimicamente un arseniato di ferro contenente acqua con complesso di idrossido e solfato come anioni aggiuntivi.

## Etimologia e storia
La zýkaite è stata scoperta per la prima volta nella "miniera di Safary" vicino a Kaňk (Kutná Hora, in Boemia) nella Repubblica Ceca e descritta nel 1978 da F. Čech, J. Jansa e František Novák, che hanno dato al minerale il nome di Václav Zýka (nato nel 1926), direttore dell'Istituto delle materie prime di Kutná Hora.

## Classificazione
La zýkaite, che è stata riconosciuta come minerale indipendente solo nel 1976, non è elencata nell'ottava edizione della sistematica mineraria di Strunz del 1977.
Solo nella Sistematica dei lapis (Lapis-Systematik) di Stefan Weiß, che è stata rivista e aggiornata l'ultima volta nel 2018 e che si basa ancora su questa vecchia forma edizione di Strunz per rispetto verso i collezionisti privati e le collezioni istituzionali, il minerale ha ricevuto il sistema e il minerale nº VII/D.05-060. In questa Sistematica ciò corrisponde alla classe dei "fosfati, arseniati e vanadati" e lì alla sottoclasse dei "fosfati acquosi, con anioni estranei", dove forma il gruppo senza nome VII/D.05 insieme a bukovskýite, destinezite, diadochite, hilarionite, pitticite e sarmientite.
La 9ª edizione della sistematica minerale di Strunz, valida dal 2001 e utilizzata dall'Associazione Mineralogica Internazionale (IMA), classifica anche la zýkaite nella classe "8. Fosfati, arseniati, vanadati" e lì nella divisione di "8.D Fosfati, ecc. con anioni aggiuntivi, con H2O". Tuttavia, questa divisione è ulteriormente suddivisa in base alla dimensione relativa dei cationi coinvolti e al rapporto di sostanza degli altri anioni rispetto al complesso fosfato, arseniato o vanadato (RO4), in modo che il minerale sia classificato in base alla sua composizione nella suddivisione "8.DB Con soltanto cationi di media dimensione, (OH, etc.):RO4< 1:1", dove è l'unico membro a formare il sistema nº 8.DB.45.
Anche la classificazione dei minerali secondo Dana, che viene utilizzata principalmente nel mondo anglosassone, classifica la zýkaite nella classe dei "fosfati, arseniati e vanadati" e nella sottoclasse dei "fosfati"; la si trova insieme a pitticite nel "gruppo della pitticite" con il sistema nº 43.05.03 nella suddivisione "Fosfati composti, ecc., (anioni composti acquosi con ossidrile o alogeni)".

## Abito cristallino
La zýkaite cristallizza nel sistema ortorombico, anche se l'esatto gruppo spaziale non è stato ancora determinato. I parametri del reticolo sono a = 20,85 Å; b = 7,03 Å e c = 36,99 Å oltre a 8 unità di formula per cella unitaria.

## Origine e giacitura
La zýkaite si forma secondariamente come prodotto di alterazione dell'arsenopirite e della pirite nei cumuli di detriti delle vecchie miniere. Oltre all'arsenopirite e alla pirite, anche il gesso, la kaňkite, la limonite, la pitticite, il quarzo e la scorodite sono presenti come minerali di accompagnamento.
Essendo una formazione minerale rara, la zýkaite è stata rilevata solo in pochi siti. Oltre alla località tipo "Miniera di Safary" vicino a Kaňk, il minerale si trova nella Repubblica Ceca anche a Sankt Joachimsthal, vicino a Jáchymov.
In Germania, la zýkaite è stata trovata nelle miniere "Vereinigt Feld", "Reiche Zeche" e "Christbescherung" vicino a Freiberg nei Monti Metalliferi sassoni, e in Polonia è stata finora trovata solo nella "Miniera Wilhelm" vicino a Stara Góra nei Monti Kaczawskie (in Bassa Slesia).
Ci sono stati ritrovamenti anche in Grecia (Lavreotiki, nell'Attica), Nuova Zelanda (regione di Otago) e Russia (nel distretto di Prjažinskij in Carelia).

## Forma in cui si presenta in natura
La zýkaite è traslucida e sviluppa solo piccoli cristalli ad ago sottile fino a circa 0,02 millimetri di lunghezza. Di solito si trova sotto forma di aggregati minerali bulbosi fino a circa 3 centimetri di diametro o come massicci riempimenti di cavità. La zýkaite è bianco-grigiastra con una sfumatura verde-giallastra chiara o brunastra.